# Kláštor pod Znievom
Kláštor pod Znievom je obec na úpatí Malé Fatry na Slovensku, v okrese Martin v Žilinském kraji. Žije v něm přibližně 1 800 obyvatel.

## Historie
První písemná zmínka o osadě pod hradem Turiec (později byl používán název Znievský hrad) byla nalezena v hraniční listině krále Kolomana z roku 1113. V této listině je obec uváděna jako „Villa sancti Ypoliti“. V letech 1242–1249 byl hrad sídlem krále Bély IV., který založil turčianské proboštství. V polovině 13. století dostal Kláštor pod Znievom první městské právo v Turci.
V roce 1869 v Kláštore pod Znievom bylo, jako třetí v pořadí mezi slovenskými gymnázii, založeno katolické patronátní gymnázium.
V učebním plánu nejmodernějšího a nejprůbojnějšího z tehdejších slovenských patronátních gymnázií byl kladen důraz na reálné (rozuměj přírodovědné) předměty. Od založení do roku 1874 zde studovalo celkem 669 žáků z celého Slovenska, hlavně z chudých rodin.
Ředitelem gymnázia byl Martin Čulen. Jako profesoři zde působili Samuel Zachej, Gabriel Zaymus, Matej Korauš. Gymnázium vychovalo vícero představitelů slovenského národního života, pracovníků z oblasti slovenské národní kultury. Studovali zde i spisovatelé Ferko Urbánek a Anton Bielek. Gymnázium bylo zrušeno v roce 1874.
V roce 1990 zde byl proveden vrt, z kterého se čerpá minerální voda Kláštorná.

## Přírodní poměry
Do správního území obce zasahuje část národní přírodní rezervace Kláštorské lúky.

## Místní části
LazanyPůvodně samostatná obec Lazany byla připojena ke Klášteru pod Znievom v roce 1971.
Pri StaniciOsada vznikla kolem železniční stanice Klášter pod Znievom, která je od středu obce vzdálena asi čtyři kilometry. Leží na železniční trati Zvolen–Vrútky.

## Pamětihodnosti
- Znievský hrad
- V obci stojí římskokatolický kostel svatého Mikuláše ze 13. století a klášterní kostel Narození Panny Marie. Na zalesněném návrší nad obcí stojí Kalvárie s kostelem svatého Kříže z 18. století.

## Osobnosti

### Rodáci
- Albert Pavol Mamatej (1870–1923), slovenský exilový politik
- Juraj Krutek (1904–1981), akademický malíř, restaurátor a grafik
- Pavol Kopp (* 1978), sportovní střelec, olympionik
- Alexander Moyzes (1906–1984), hudební skladatel, pedagog a organizátor hudebního života

### Další osobnosti
- Peter Krištof Akai (1708–1766/1767), filozof a astronom
- Karol Cengel (1915–1987), přírodovědec – zoolog, entomolog, lesník, ochránce přírody a preparátor